# Aphrophora major
Aphrophora major (=Aphrophora alpina Melchiar, 1900; нем. Alpenschaumzikade) — вид пенниц, описанный американским энтомологом Philip Reese Uhler (1835—1913).

## Распространение
Палеарктика: Европа, Сибирь, Япония.

## Описание
Мелкие равнокрылые насекомые, длина 11—12 мм. Встречаются в лесах. Верх в волосках. Щиток плоский. Внешний край стилуса с закругленным выступом. Надкрылья темные, зеленовато-бурые, с бурыми пятнами. Личинки обитают на растениях в комках образуемой ими пены, в котором и линяют в имаго.